# Phyllonorycter bartolomella
Phyllonorycter bartolomella là một loài bướm đêm thuộc họ Gracillariidae. Nó được tìm thấy ở quần đảo Canaria.
Ấu trùng ăn Teline canariensis. Chúng ăn lá nơi chúng làm tổ. The mine starts epidermally và develops into an upper-surface, whitish và transparent tentiform mine without folds. Normally, the mine does not reach the base nor the tip of the leaflet. Pupation takes place withtrong mine, either trong base or trong tip of the leaflet.
- bladmineerders.nl Lưu trữ ngày 24 tháng 8 năm 2012 tại Wayback Machine
- Fauna Europaea Lưu trữ ngày 22 tháng 6 năm 2011 tại Wayback Machine